# Высоцкая, Ольга Сергеевна
О́льга Серге́евна Высо́цкая (11 июня 1906, Москва, Российская империя — 26 сентября 2000, Москва, Россия) — диктор Всесоюзного радио. Народная артистка СССР (1980).

## Биография
Родилась 11 июня 1906 года в Москве в семье электрика-железнодорожника.
В 8 лет пришла в детский клуб «Зарница», читала стихи, танцевала. Увлекалась театром, участвовала в театральной студии «Синяя птица». После школы работала на фабрике сортировщицей шёлка. Много занималась спортом, настолько успешно, что даже преподавала физкультуру детям. 
Увлечение физкультурой привело её на радио. С 1929 года участвовала в подготовке уроков «Утренней гимнастики» на Всесоюзном радио. Дебютировать в качестве диктора помог случай: к началу новостийного выпуска на студии не оказалось ни одного диктора. Редкий тембр голоса в сочетании с великолепной дикцией, задушевность интонаций привлекли внимание слушателей и дикторов радио.
С 1932 года читала информационные и другие передачи на радио. Вскоре стала ведущим диктором. Простота, убедительность, ясность, доверительность её чтения в эфире вместе с великолепным знанием тонкостей русского языка, культурой речи — всё это сделало её ведущим Всесоюзного радио. 
В послужном списке О. Высоцкой самые ответственные передачи, прямые трансляции с Красной площади, из Кремлёвского дворца съездов, вела трансляции концертов и спектаклей из Колонного зала, Большого театра, МХАТа и др. театров.
Особенно талант раскрылся в годы войны. Тогда радионовости с фронтов, сводки «Совинформбюро» ассоциировались в представлении советских людей с голосами О. С. Высоцкой и Ю. Б. Левитана. Вместе с Ю. Левитаном в ночь на 9 мая 1945 года передавала сообщение о капитуляции фашистской Германии, а 24 июня того же года вела трансляцию с Парада Победы. 
В 1986—1989 годах читала текст «Минуты молчания» («Светлой Памяти павших в борьбе против фашизма...»).
До 1970 года была «голосом» московского точного времени.
Работала на радио вместе с Э. М. Тобиашем.
Готовила первые телепередачи на только зарождающемся советском телевидении. 
С 1990 по 2000 год была главным женским диктором Филёвской линии Московского метрополитена. Голос О. Высоцкой в паре с Вячеславом Герасимовым вещал на Филёвской линии вплоть до 2005 года (до открытия станции «Деловой центр»,), позже был заменён голосами молодых дикторов Ю. Романовой-Кутьиной (от станции «Александровский Сад») и С. Куликовских (от станции «Крылатское», ныне от станции «Кунцевская»). Также с 1990 по 2004 годы была главным женским голосом Калужско-Рижской линии в паре с Владимиром Сушковым; в нескольких головных вагонах ТЧ-10 кассета с записями их голосов использовалась в качестве резервного автоинформатора до 12 июня 2021 года, а после их передачи в ТЧ-15 была передана в частную коллекцию.
Проработала у микрофона 60 лет, стала живой легендой отечественного радио.
Была педагогом, наставником молодых дикторов радио и телевидения.
Скончалась 26 сентября 2000 года в Москве на 95-м году жизни. Похоронена на Пятницком кладбище (участок 3).

## Награды и звания
- Заслуженная артистка РСФСР (1959)
- Народная артистка СССР (1980)
- Орден «За заслуги перед Отечеством» III степени (7 июня 1996) — за заслуги перед государством, большой личный вклад в развитие дикторского искусства[4]
- Орден Ленина (1985)
- Орден Трудового Красного Знамени (7 марта 1960)[5]
- Орден «Знак Почёта»
- Медали.